# Leistungseinzahlung
Der Begriff Leistungseinzahlungen ist ein Bestandteil des Finanzmanagements aus den Wirtschaftswissenschaften.
Leistungseinzahlungen stellen in erster Linie die Einzahlungen aus Umsatzerlösen dar; daneben gehören hierzu bspw. auch Einzahlungen aus dem Verkauf technischer Anlagen. 
Aus Leistungseinzahlungen und Leistungsauszahlungen ergibt sich dann der Leistungssaldo.
{\displaystyle Leistungssaldo=Leistungseinzahlung-Leistungsauszahlungen}